# 北京哈罗英国学校
哈罗北京國際學校（英語：Harrow International School Beijing）是一所位于中華人民共和國北京市朝阳区崔各庄地区何各庄村的国际学校，2005年建立，是哈罗公学所属学校，使用英文教学。
2022年因为中国法哈罗北京更名到《北京市朝阳区礼德学校》。

## 发展历史
北京哈罗外籍人员子女学校由一家私人公司哈罗亚洲有限公司运营。哈罗亚洲有限公司还经营曼谷哈罗国际学校。
哈罗北京于 2005 年开业。这是继德威公学之后，第二所在中国开设的英式公立学校，德威公学于 2004 年在上海开设了分校，并于 2005 年在北京开设了分校。这是继曼谷哈罗国际学校之后开设的第二所哈罗国际学校。截至 2006 年 12 月 2 日，哈罗北京有 150 名学生。

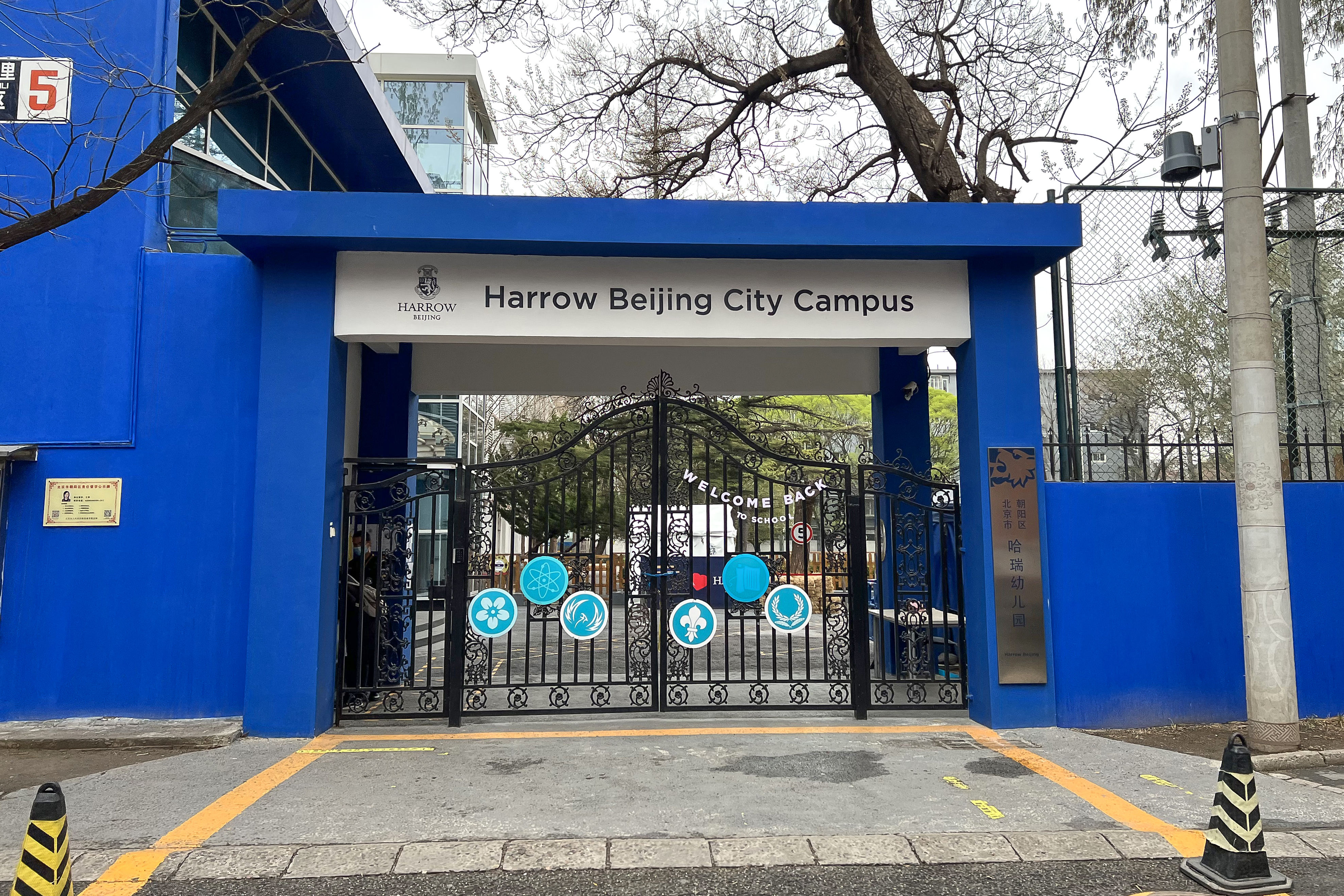
哈罗北京安贞校区

2006 年，哈罗国际学校获得了国际学校理事会 （CIS） 的认证。Harrow International School Beijing is also a member of the Federation of British International Schools in South East Asia and East Asia (FOBISSEA).北京哈罗国际学校也是东南亚和东亚英国国际学校联合会 （FOBISSEA） 的成员。北京哈罗国际学校获得了所有英国考试机构的全面认可，包括Edexcel、CIE、AQA 和OCR。
2022 年，由于中国法律的变化，学校将更名为“北京市朝阳区礼德学校”。

## 校友
- 陳飛宇[來源請求]